# ヴォロディミル・ブラドコ
ヴォロディミル・ブラドコ（ウクライナ語: Владко Володимир Миколайович、1901年1月8日 - 1974年4月21日）は、ウクライナの作家、ジャーナリスト、文芸評論家。

## 生涯
1901年1月8日、サンクトペテルブルクにて生まれる。
少年時代のブラドコは科学者か技術者になりたいと願っていたが、家庭が貧しく、新聞社の給仕として働くなどの苦難を経て、新聞記者として生活ができるようになった。やがて自身が抱いた夢を、彼の文学作品の中で表現するようになった。
1974年4月21日にキーウで死去した。

## 代表作
- 『宇宙船アルゴー号の冒険』
- 『機械人間』
- 『スキタイ人の子孫』
- 『ふしぎな発電機』
- 『白髪の船長』